# Daniel Bogdanović
Daniel Bogdanović (Misurata, 26 marzo 1980) è un ex calciatore maltese, di origini serbe e slovene, di ruolo attaccante.

## Carriera

### Club
Nel corso della sua lunga carriera, ha militato nei campionati di prima divisione bulgaro e maltese, oltre che nelle divisioni minori del campionato inglese. A Malta ha ottenuto i suoi maggiori successi, in particolare nella stagione 2006-2007, quando grazie ai suoi 31 centri in campionato (che gli valse anche il titolo di capocannoniere) ha permesso al Marsaxlokk di conquistare il primo storico titolo.

### Nazionale
Ha esordito con la nazionale maltese nel 2002 ed in dieci anni ha accumulato un totale di 41 presenze ed una rete.

## Palmarès

### Club

#### Competizioni nazionali
- Supercoppa di Malta: 1

Sliema Wanderers: 2000
- Campionato maltese: 1

Marsaxlokk: 2006-2007

### Individuale
- Capocannoniere della Premier League Malti: 1

2006-2007 (31 gol)